# Радченко Григорій Тимофійович
Григорій Тимофійович Радченко (4 серпня 1894 — ?) — підполковник Армії УНР.

## Життєпис
Родом із с. Спаське на Чернігівщині. Останнє звання у російській армії — штабс-капітан.
З 22 грудня 1917 р. — начальник відділу зв'язку штабу 26-го Українського корпусу. З 24 лютого 1918 р. — старший ад'ютант штабу 26-го корпусу військ Центральної Ради. З 17 квітня 1918 р. — молодший ад'ютант штабу Харківського (згодом — 7-го) корпусу Армії УНР, згодом — Армії Української Держави. З червня 1918 р. — старшина Сердюцької дивізії Армії Української Держави. З 10 серпня 1918 р. — слухач Інструкторської школи старшин.
З 3 січня 1919 р. — на посаді обер-старшини оперативного відділу штабу Лівобережного фронту Дієвої армії УНР. 3 30 січня 1919 р. — старшина для доручень оперативного відділу штабу Запорізького корпусу Дієвої армії УНР. З 1 травня 1919 р. — помічник начальника оперативного відділу штабу Запорізької групи Дієвої армії УНР.
З 30 квітня 1920 р. — старшина штабу 6-ї Січової дивізії Армії УНР. З 25 травня 1920 р. — завідувач квартирного відділу столичного коменданта у Вінниці. З 23 червня 1920 р. — начальник дислокаційного відділу Головного управління Генерального штабу УНР.
У 1929 р. закінчив гідротехнічний відділ Української господарської академії у Подєбрадах.
Подальша доля невідома.

## Пам'ять
1 березня 2019 року на честь Григорія Тимофійовича Радченка в Сосниці було відкрито меморіальну дошку.